# Pays d'Ouche (aménagement du territoire)
 (juillet 2025).
Motif : Sans sources secondaires, structure sans fiscalité propre de moins de 50000 habitants.
- Archive Wikiwix
- Bing
- Cairn
- DuckDuckGo
- E. Universalis
- Gallica
- Google
- G. Books
- G. News
- G. Scholar
- Persée
- Qwant
- (zh) Baidu
- (ru) Yandex
- (wd) trouver des œuvres sur Wikidata

| 1. | Préciser le motif de la pose du bandeau. | Précisez le motif de la pose du bandeau en utilisant la syntaxe suivante : {{admissibilité à vérifier\|date=juillet 2025\|motif=remplacez ce texte par le motif}}                                             |
| 2. | Informer les utilisateurs concernés.     | Pensez à avertir le créateur de l'article, par exemple, en insérant le code ci-dessous sur sa page de discussion : {{subst:avertissement admissibilité à vérifier\|Pays d'Ouche (aménagement du territoire)}} |

Ne pas confondre avec le pays d'Ouche, région naturelle et historique qui regroupe l'ensemble du territoire d'Ouche à cheval sur les départements de l'Orne et de l'Eure ou le Pôle d'équilibre territorial et rural du Pays d'Argentan Pays d'Auge ornais et Pays d'Ouche.
Le Pays d'Ouche est une ancienne structure de regroupement de collectivités locales française située dans le département de l'Orne et la région Normandie.

## Historique
Constitué sous forme associative à travers l'Association Pays d'Ouche Développement, le pays s'est rapproché dès le 6 novembre 2013 du Pays d’Argentan Pays d’Auge ornais à travers la création du Syndicat Mixte du SCOT PAPAO/Pays d’Ouche. Le 1er janvier 2015, le Pays d'Ouche est officiellement intégré au pôle d'équilibre territorial et rural du Pays d'Argentan Pays d'Auge ornais et Pays d'Ouche,.

## Territoire

### Composition
Le pays d'Ouche ornais comportait en 2005 quatre intercommunalités :
- communauté de communes du canton de La Ferté-Frênel ;
- communauté de communes du Pays de l'Aigle ;
- communauté de communes de la Vallée de la Risle ;
- communauté de communes du Pays de la Marche) ;

ainsi qu'une seule commune indépendante :
- Les Aspres,

soit un total de 47 communes.
Lors de son intégration au PETR du Pays d'Argentan Pays d'Auge Pays d'Ouche, le pays était composé de trois intercommunalités :
- communauté de communes des Pays de L'Aigle et de la Marche ;
- communauté de communes du canton de La Ferté-Frênel ;
- communauté de communes des Vallées du Merlerault[3].

### Sociologie
Il possédait un pôle urbain qui rassemblait les communes de L'Aigle, Rai et Saint-Sulpice-sur-Risle.

### Tourisme
Le Pays d'Ouche a proposé une application rassemblant l'ensemble de son offre culturelle, touristique et patrimoniale, de Gabin à la Comtesse de Ségur.